# Barraute
Barraute es un municipio canadiense situado en la provincia de Quebec.

## Superficie
Barraute tiene una superficie de 493,04 km².

## Demografía
En 2021, tenía 1986 habitantes, una densidad poblacional de 4 hab./km², y 1012 viviendas.